# Rodrygo
Pour l’article ayant un titre homophone, voir Rodrigo.
Rodrygo Silva de Goes, dit Rodrygo, né le 9 janvier 2001 à Osasco (São Paulo) au Brésil, est un footballeur international brésilien qui évolue actuellement au poste d'ailier  ou d'attaquant de pointe au Real Madrid.

## Biographie
Son père, Eric Batista de Goes connu simplement comme Eric, né  en 1984, était un footballeur professionnel, évoluant au poste d'arrière droit.

### Carrière en club

#### Santos FC (2017-2019)
Le 21 juillet 2017, il signe un contrat pro avec l'équipe du Santos FC pour une durée de cinq ans.
Rodrygo joue son premier match avec les Santistes le 4 novembre 2017 contre l'Atlético Mineiro en remplaçant Bruno Henrique à la 90e minute de jeu (victoire 3-1 au stade Urbano-Caldeira). Le 1er mars 2018, il joue son premier match de Copa Libertadores en entrant en jeu à 8 minutes de la fin du match qui oppose son équipe aux Péruviens du Cusco FC. Il devient à cette occasion le plus jeune joueur de Santos à jouer un match dans cette compétition à 17 ans et 50 jours. Le 15 mars 2018, il marque le premier but de sa carrière contre Club Nacional de Football en Copa Libertadores (victoire 3-1). Lors de ce match, il devient le plus jeune buteur brésilien de l'histoire de la compétition à 17 ans, 2 mois et 6 jours. Le 3 juin 2018, il marque un triplé et délivre une passe décisive contre l'Esporte Clube Vitória lors d'une victoire 5-2 en championnat.

#### Real Madrid CF (depuis 2019)
Le 14 juin 2019 le Real Madrid recrute Rodrygo pour la somme de 45 millions d'euros et un contrat le liant jusqu'en 2025 avec les Madrilènes alors que le FC Barcelone, Manchester City et le Paris Saint-Germain étaient aussi sur le coup.
Rodrygo est d'abord cantonné à l'équipe réserve du Real Madrid. Le 14 septembre 2019, il joue son premier match avec le RM Castilla face à UP Langreo.
Le 25 septembre 2019 , il joue son premier match officiel avec le Real Madrid face à Osasuna. Lors de ce match il inscrit son premier but lors d'une victoire 2-0. Le 6 novembre 2019, il inscrit un triplé contre Galatasaray en Ligue des champions (victoire 6-0) et devient le deuxième plus jeune joueur de l'histoire du club madrilène à mettre un triplé en Ligue des champions depuis Raúl en 1995. Le 11 décembre 2019, il marque un but et délivre une passe décisive face à Bruges lors de la dernière journée des phases de poules de la Ligue des champions.
Le 12 janvier 2020, il est titulaire 60 minutes face à l'Atlético Madrid lors de la finale de la Supercoupe d'Espagne (victoire 4-1 de son équipe aux tirs au but). Le 6 février 2020, il entre en jeu à 14 minutes de la fin du match de son équipe face à la Real Sociedad en Coupe du Roi. Lors de ce match il marque un but mais n'empêche pas la défaite 4-3 et l'élimination de son équipe. Le 8 mai 2020, il est inclus dans le top 50 des meilleurs jeunes au niveau mondial par le site spécialisé de Football Talent Scout. Le 16 juillet 2020, il est sacré champion d'Espagne.
Le 24 octobre 2020 il délivre une passe décisive pour Luka Modrić lors du Classico face au FC Barcelone. Le 3 novembre 2020 il inscrit le but de la victoire face à l'Inter Milan sur une passe décisive de son compatriote Vinícius Júnior entré en jeu en même temps que lui. Il sauve ainsi son équipe d'un mauvais pas face aux Italiens. Le 9 décembre 2020, lors de la dernière journée de la phase de poule en Ligue des champions, il délivre la passe décisive sur le deuxième but inscrit par Karim Benzema, ce qui permet la qualification du Real Madrid en huitième de finale.
Malgré une saison en demi-teinte pour la Maison Blanche (deuxième place en championnat et échec en demi-finale de la Ligue des champions), Rodrygo termine l'exercice sur une bonne note individuelle. Le talentueux ailier brésilien délivre ainsi six passes décisives en championnat, dont cinq pour son numéro 9, Karim Benzema.
Le 4 mai 2022 le Real Madrid reçoit Manchester City en demi-finale retour de la Ligue des champions, après être entré en jeu à la 68e minute, il se distingue en inscrivant un doublé en deux minutes (90' et 90'+1), permettant ainsi à son équipe d'accéder aux prolongations puis de se qualifier en finale.
En 2023, il prolonge son contrat avec le Real Madrid jusqu’en 2028.

### Carrière en sélection

#### Brésil U17
Le 30 mars 2017, il est convoqué au Tournoi de Montaigu avec l'équipe du Brésil des moins de 17 ans.

#### Brésil U20
Le 13 octobre 2018, il connait sa première sélection avec l'équipe du Brésil des moins de 20 ans face au Chili. Lors de ce match il inscrit un but. Le 21 janvier 2019, il marque un doublé avec l'équipe du Brésil U20 face au Venezuela.

#### Brésil
En octobre 2019, Rodrygo est sélectionné par Tite en équipe du Brésil pour affronter en matchs amicaux, l'Argentine ainsi que la Corée du Sud. Il honore sa première sélection le 15 novembre 2019 contre l'Argentine à Riyad en Arabie saoudite, en remplaçant Willian à la 71e minute de jeu (défaite 1-0).
Le 7 novembre 2022, il est sélectionné par Tite pour participer à la Coupe du monde 2022 faisant d'elle sa première compétition internationale.  Le 10 mai 2024, il figure dans la liste des joueurs retenus par Dorival Júnior pour participer à la Copa América 2024.

## Statistiques

### En club
| Saison                | Club                  | Championnat           | Championnat | Championnat | Championnat | Coupe(s) nationale(s) | Coupe(s) nationale(s) | Coupe(s) nationale(s) | Supercoupe | Supercoupe | Supercoupe | Compétition(s) continentale(s) | Compétition(s) continentale(s) | Compétition(s) continentale(s) | Compétition(s) continentale(s) | Supercoupe UEFA | Supercoupe UEFA | Supercoupe UEFA | Paulista A1 | Paulista A1 | Paulista A1 | Autres compétitions | Autres compétitions | Autres compétitions | Autres compétitions | Total | Total | Total |
| Saison                | Club                  | Division              | M.          | B.          | P.d.        | M.                    | B.                    | P.d.                  | M.         | B.         | P.d.       | Comp.                          | M.                             | B.                             | P.d.                           | M.              | B.              | P.d.            | M.          | B.          | P.d.        | Comp.               | M.                  | B.                  | P.d.                | M.    | B.    | P.d.  |
| 2017                  | Santos FC             | Serie A               | 2           | 0           | 0           | -                     | -                     | -                     | -          | -          | -          | -                              | -                              | -                              | -                              | -               | -               | -               | -           | -           | -           | -                   | -                   | -                   | -                   | 2     | 0     | 0     |
| 2018                  | Santos FC             | Serie A               | 35          | 8           | 3           | 3                     | 0                     | 1                     | -          | -          | -          | CL                             | 8                              | 1                              | 0                              | -               | -               | -               | 12          | 3           | 0           | -                   | -                   | -                   | -                   | 58    | 12    | 4     |
| 2019                  | Santos FC             | Serie A               | 4           | 1           | 2           | 6                     | 3                     | 1                     | -          | -          | -          | -                              | -                              | -                              | -                              | -               | -               | -               | 10          | 1           | 1           | -                   | -                   | -                   | -                   | 20    | 5     | 4     |
| Sous-total            | Sous-total            | Sous-total            | 41          | 9           | 5           | 9                     | 3                     | 2                     | -          | -          | -          | -                              | 8                              | 1                              | 0                              | -               | -               | -               | 22          | 4           | 1           | -                   | -                   | -                   | -                   | 80    | 17    | 8     |
| 2019-2020             | Real Madrid           | Liga                  | 19          | 2           | 0           | 1                     | 1                     | 0                     | 1          | 0          | 0          | C1                             | 5                              | 4                              | 3                              | -               | -               | -               | -           | -           | -           | -                   | -                   | -                   | -                   | 26    | 7     | 3     |
| 2020-2021             | Real Madrid           | Liga                  | 22          | 1           | 6           | -                     | -                     | -                     | -          | -          | -          | C1                             | 11                             | 1                              | 1                              | -               | -               | -               | -           | -           | -           | -                   | -                   | -                   | -                   | 33    | 2     | 7     |
| 2021-2022             | Real Madrid           | Liga                  | 33          | 4           | 4           | 3                     | 0                     | 1                     | 2          | 0          | 2          | C1                             | 11                             | 5                              | 2                              | -               | -               | -               | -           | -           | -           | -                   | -                   | -                   | -                   | 49    | 9     | 9     |
| 2022-2023             | Real Madrid           | Liga                  | 34          | 9           | 8           | 6                     | 4                     | 0                     | 2          | 0          | 0          | C1                             | 12                             | 5                              | 2                              | 1               | 0               | 0               | -           | -           | -           | CMC                 | 2                   | 1                   | 0                   | 57    | 19    | 10    |
| 2023-2024             | Real Madrid           | Liga                  | 34          | 10          | 5           | 2                     | 1                     | 0                     | 2          | 1          | 1          | C1                             | 13                             | 5                              | 2                              | -               | -               | -               | -           | -           | -           | -                   | -                   | -                   | -                   | 51    | 17    | 8     |
| 2024-2025             | Real Madrid           | Liga                  | 30          | 6           | 5           | 5                     | 0                     | 2                     | 2          | 2          | 0          | C1                             | 12                             | 5                              | 2                              | 1               | 0               | 0               | -           | -           | -           | CIC+CMC             | 1+2                 | 1                   | 0+1                 | 53    | 14    | 10    |
| Sous-total            | Sous-total            | Sous-total            | 172         | 32          | 28          | 17                    | 6                     | 3                     | 9          | 3          | 3          | -                              | 64                             | 25                             | 12                             | 2               | 0               | 0               | -           | -           | -           | -                   | 5                   | 2                   | 1                   | 269   | 68    | 47    |
| Total sur la carrière | Total sur la carrière | Total sur la carrière | 213         | 41          | 33          | 26                    | 9                     | 5                     | 9          | 3          | 3          | -                              | 72                             | 26                             | 12                             | 2               | 0               | 0               | 22          | 4           | 1           | -                   | 5                   | 2                   | 1                   | 349   | 85    | 55    |

### En sélection nationale
| Saison                | Sélection             | Phases finales        | Phases finales | Phases finales | Phases finales | Éliminatoires CDM | Éliminatoires CDM | Éliminatoires CDM | Matchs amicaux | Matchs amicaux | Matchs amicaux | Total | Total | Total |
| Saison                | Sélection             | Compétition           | M              | B              | Pd             | M                 | B                 | Pd                | M              | B              | Pd             | M     | B     | Pd    |
| --------------------- | --------------------- | --------------------- | -------------- | -------------- | -------------- | ----------------- | ----------------- | ----------------- | -------------- | -------------- | -------------- | ----- | ----- | ----- |
| 2019-2020             | Brésil                | -                     | -              | -              | -              | -                 | -                 | -                 | 2              | 0              | 0              | 2     | 0     | 0     |
| 2020-2021             | Brésil                | Copa América 2021     | -              | -              | -              | 1                 | 0                 | 0                 | -              | -              | -              | 1     | 0     | 0     |
| 2021-2022             | Brésil                | -                     | -              | -              | -              | 2                 | 1                 | 0                 | -              | -              | -              | 2     | 1     | 0     |
| 2022-2023             | Brésil                | Coupe du monde 2022   | 5              | 0              | 1              | -                 | -                 | -                 | 4              | 1              | 0              | 9     | 1     | 1     |
| 2023-2024             | Brésil                | Copa América 2024     | 4              | 0              | 0              | 6                 | 2                 | 0                 | 3              | 2              | 0              | 13    | 4     | 0     |
| 2024-2025             | Brésil                | -                     | -              | -              | -              | 6                 | 1                 | 0                 | -              | -              | -              | 6     | 1     | 0     |
| Total sur la carrière | Total sur la carrière | Total sur la carrière | 9              | 0              | 1              | 14                | 4                 | 0                 | 10             | 3              | 0              | 33    | 7     | 1     |

### Matchs internationaux
| Matchs internationaux de Rodrygo | Matchs internationaux de Rodrygo | Matchs internationaux de Rodrygo                             | Matchs internationaux de Rodrygo | Matchs internationaux de Rodrygo | Matchs internationaux de Rodrygo        | Matchs internationaux de Rodrygo                                   |
| #                                | Date                             | Lieu                                                         | Adversaire                       | Résultat                         | Compétition                             | Notes                                                              |
| -------------------------------- | -------------------------------- | ------------------------------------------------------------ | -------------------------------- | -------------------------------- | --------------------------------------- | ------------------------------------------------------------------ |
| 1                                | 15 novembre 2019                 | Mrsool Park, Riyad, Arabie saoudite                          | Argentine                        | 0 - 1                            | Match amical                            | Entre en jeu à la place de Willian à la 71e minute de jeu.         |
| 2                                | 19 novembre 2019                 | Stade Mohammed-ben-Zayed, Abou Dabi, Émirats arabes unis     | Corée du Sud                     | 3 - 0                            | Match amical                            | Entre en jeu à la place de Gabriel Jesus à la 88e minute de jeu.   |
| 3                                | 10 octobre 2020                  | Arena Corinthians, São Paulo, Brésil                         | Bolivie                          | 5 - 0                            | Eliminatoires de la coupe du monde 2022 | Entre en jeu à la place de Everton à la 59e minute de jeu.         |
| 4                                | 2 février 2022                   | Mineirão, Belo Horizonte, Brésil                             | Paraguay                         | 4 - 0                            | Eliminatoires de la Coupe du monde 2022 | Entre en jeu à la place de Lucas Paquetá à la 82e minute de jeu.   |
| 5                                | 30 mars 2022                     | Estadio Hernando Siles, La Paz, Bolivie                      | Bolivie                          | 4 - 0                            | Eliminatoires de la Coupe du monde 2022 | Entre en jeu à la place de Antony à la 77e minute de jeu.          |
| 6                                | 23 septembre 2022                | Stade Océane, Le Havre, France                               | Ghana                            | 3 - 0                            | Match amical                            | Entre en jeu à la place de Raphinha à la 79e minute de jeu.        |
| 7                                | 27 septembre 2022                | Parc des Princes, Paris, France                              | Tunisie                          | 5 - 1                            | Match amical                            | Entre en jeu à la place de Fred à la 79e minute de jeu.            |
| 8                                | 24 novembre 2022                 | Stade de Lusail, Doha, Qatar                                 | Serbie                           | 2 - 0                            | Coupe du monde 2022                     | Entre en jeu à la place de Vinícius Júnior à la 75e minute de jeu. |
| 9                                | 28 novembre 2022                 | Stadium 974, Doha, Qatar                                     | Suisse                           | 1 - 0                            | Coupe du monde 2022                     | Entre en jeu à la place de Lucas Paquetá à la 46e minute de jeu.   |
| 10                               | 2 décembre 2022                  | Stade de Lusail, Doha, Qatar                                 | Cameroun                         | 1 - 0                            | Coupe du monde 2022                     | Titulaire et remplacé par Éverton Ribeiro à la 55e minute de jeu.  |
| 11                               | 5 décembre 2022                  | Stadium 974, Doha, Qatar                                     | Corée du Sud                     | 4 - 1                            | Coupe du monde 2022                     | Entre en jeu à la place de Neymar Jr à la 81e minute de jeu.       |
| 12                               | 9 décembre 2022                  | Stade Education City, Al-Rayyan, Qatar                       | Croatie                          | 1 - 1 4-2 t.a.b                  | Coupe du monde 2022                     | Entre en jeu à la place de Vinícius Júnior à la 64e minute de jeu. |
| 13                               | 25 mars 2023                     | Stade de Marrakech, Marrakech, Maroc                         | Maroc                            | 2 - 1                            | Match amical                            | Titulaire et remplacé par Vitor Roque à la 65e minute de jeu.      |
| 14                               | 17 juin 2023                     | RCDE Stadium, Cornellà de Llobregat, Espagne                 | Guinée                           | 4 - 1                            | Match amical                            | Titulaire et remplacé par Malcom à la 82e minute de jeu.           |
| 15                               | 9 septembre 2023                 | Mangueirão, Belém, Brésil                                    | Bolivie                          | 5 - 1                            | Éliminatoires de la Coupe du monde 2026 | Titulaire et remplacé par Gabriel Jesus à la 89e minute de jeu.    |
| 16                               | 13 septembre 2023                | Estadio Nacional, Lima, Pérou                                | Pérou                            | 0 - 1                            | Éliminatoires de la Coupe du monde 2026 | Titulaire.                                                         |
| 17                               | 13 octobre 2023                  | Arena Pantanal, Cuiabá, Brésil                               | Venezuela                        | 1 - 1                            | Éliminatoires de la Coupe du monde 2026 | Titulaire.                                                         |
| 18                               | 18 octobre 2023                  | Estadio Centenario, Montevideo, Uruguay                      | Venezuela                        | 2 - 0                            | Éliminatoires de la Coupe du monde 2026 | Titulaire.                                                         |
| 19                               | 17 novembre 2023                 | Stade Metropolitano Roberto Meléndez, Barranquilla, Colombie | Colombie                         | 2 - 1                            | Éliminatoires de la Coupe du monde 2026 | Titulaire.                                                         |
| 20                               | 22 novembre 2023                 | Maracanã, Rio de Janeiro, Brésil                             | Argentine                        | 0 - 1                            | Éliminatoires de la Coupe du monde 2026 | Titulaire.                                                         |
| 21                               | 23 mars 2024                     | Stade de Wembley, Londres, Angleterre                        | Angleterre                       | 0 - 1                            | Match amical                            | Titulaire et remplacé par Endrick à la 71e minute de jeu.          |
| 22                               | 26 mars 2024                     | Bernabéu, Madrid, Espagne                                    | Espagne                          | 3 - 3                            | Match amical                            | Titulaire et remplacé par Galeno à la 82e minute de jeu.           |

### Buts internationaux
| Buts internationaux de Rodrygo | Buts internationaux de Rodrygo | Buts internationaux de Rodrygo               | Buts internationaux de Rodrygo | Buts internationaux de Rodrygo | Buts internationaux de Rodrygo          | Buts internationaux de Rodrygo | Buts internationaux de Rodrygo | Buts internationaux de Rodrygo |
|                                | Date                           | Lieu                                         | Adversaire                     | Résultat                       | Compétition                             | Notes                          | Notes                          | Sel.                           |
| ------------------------------ | ------------------------------ | -------------------------------------------- | ------------------------------ | ------------------------------ | --------------------------------------- | ------------------------------ | ------------------------------ | ------------------------------ |
| 1.                             | 2 février 2022                 | Mineirão, Belo Horizonte, Brésil             | Paraguay                       | 4 - 0                          | Eliminatoires de la Coupe du monde 2022 | 4-0                            | 88e du pied droit              | 4e                             |
| 2.                             | 17 juin 2023                   | RCDE Stadium, Cornellà de Llobregat, Espagne | Guinée                         | 4 - 1                          | Match amical                            | 2-0                            | 30e du pied droit              | 14e                            |
| 3.                             | 9 septembre 2023               | Mangueirão, Belém, Brésil                    | Bolivie                        | 5 - 1                          | Eliminatoires de la Coupe du monde 2022 | 1-0                            | 24e du pied gauche             | 15e                            |
| 4.                             | 9 septembre 2023               | Mangueirão, Belém, Brésil                    | Bolivie                        | 5 - 1                          | Eliminatoires de la Coupe du monde 2022 | 3-0                            | 53e du pied droit              | 15e                            |
| 5.                             | 26 mars 2024                   | Bernabéu, Madrid, Espagne                    | Espagne                        | 3 - 3                          | Match amical                            | 2-1                            | 40e du pied droit              | 22e                            |

## Palmarès
Real Madrid :
- Champion d'Espagne
  - Champion : , 2020, 2022 et 2024
- Ligue des Champions
  - Vainqueur :  2022 et 2024
- Supercoupe de l'UEFA
  - Vainqueur : 2022 et 2024
- Coupe du monde des clubs
  - Vainqueur : 2022
- Coupe d'Espagne
  - Vainqueur : 2023
- Super coupe d'Espagne
  - Vainqueur : 2020, 2022 et 2024
- Coupe intercontinentale de la FIFA
  - Vainqueur : 2024

## Distinctions
Il fait partie des 10 nommés fin 2018 pour le premier Trophée Kopa, du meilleur footballeur mondial de moins de 21 ans et finit 4e ex æquo.